# Кассина-Вальсассина
Кассина-Вальсассина (итал. Cassina Valsassina) — коммуна в Италии, располагается в регионе Ломбардия, в провинции Лекко.
Население составляет 457 человек (2008 г.), плотность населения составляет 229 чел./км². Занимает площадь 2 км². Почтовый индекс — 22040. Телефонный код — 0341.

## Демография
Динамика населения:

## Администрация коммуны
- Официальный сайт: http://www.comune.cassinavalsassina.lc.it/ Архивная копия от 24 июля 2008 на Wayback Machine